# Osservatorio Kuffner
L'osservatorio Kuffner, è un osservatorio astronomico privato situato nel distretto di Ottakring, a Vienna. Costruito nel 1884 come istituto di ricerca privato e progettato dall'architetto Franz Ritter von Neumann, l'edificio fu finanziato da Moriz von Kuffner, un birraio proveniente da una nota famiglia locale di origine ebraica. Grazie agli investimenti di Kuffner nell'acquisto dell'equipaggiamento, esempio di mecenatismo illuminato, l'osservatorio acquisì presto notorietà per la sua rapida acquisizione di nuovi strumenti e per il crescente riconoscimento internazionale: nel 1890 possedeva il più grande eliometro al mondo e il più grande cerchio meridiano dell'impero austro-ungarico. La massima attività scientifica presso l'osservatorio si svolse nei suoi primi trent'anni di attività; fu temporaneamente inutilizzato durante le due guerre mondiali e nel periodo della grande depressione, anche a causa dell'espulsione dall'Austria nel 1938 di Kuffner e pur riaprendo nel 1947, il declino avvenne rapidamente, non venendo più aggiornato ed essendo ormai situato in una zona improba per effettuare ricerca scientifica di livello. Nel 1977 l'edificio fu classificato come monumento storico ed ancora oggi vi sono conservati i quattro strumenti principali acquisiti nel 1896.

## Storia

### Il periodo florido
L'opportunità di costruire un osservatorio privato e relative pertinenze fu valutata da Kuffner nel 1883 su consiglio di Norbert Herz, un conoscente e futuro primo direttore dell'osservatorio. Kuffner non badò a spese, pur consapevole della presenza, a poca distanza, dell'osservatorio universitario di Vienna, a quel tempo il più grande al mondo. Così commissionò gli strumenti meccanici alla ditta Adolf & Georg Repsold di Amburgo e le ottiche alla ditta Steinheil di Monaco. Acquistò un telescopio rifrattore, un cerchio meridiano, un eliometro ed un cerchio verticale.
La costruzione fu effettuata in mattoni, materiale tipico degli edifici nei centri storici; la conformazione a forma di croce fu scelta per consentire una comoda interazione tra le pertinenze residenziali e amministrative con l'osservatorio situato in posizione centrale. Nell'estate del 1884 fu posata la prima pietra e all'inizio del 1887 la costruzione fu completata. Il telescopio rifrattore è collocato al terzo piano dell'edificio, in posizione centrale; al primo piano sono collocati gli altri strumenti. Nel 1890 la struttura fu ampliata con una biblioteca ed altri alloggi, oltre ad una seconda torre per allocarvi un eliometro.
Le attività di ricerca dell'osservatorio di Kuffner si sono concentrate prevalentemente sull'astrometria (posizioni delle stelle, misurazione della distanza), sebbene la strumentazione e le pubblicazioni scientifiche anticipavano l'astrofisica emergente alla fine del diciannovesimo secolo, che oltre al rilevamento iniziava ad interessarsi alla natura delle stelle.
A metà del XIX secolo, la costituzione della Società Astronomica (AG, Astronomische Gesellschaft), la seconda società astronomica dopo la britannica Royal Astronomical Society, coinvolse gli osservatori di quasi tutti i continenti in uno sforzo congiunto per determinare le posizioni di tutte le stelle fino alla nona luminosità apparente utilizzando i propri cerchi meridiani. La seconda parte di questa campagna osservativa fu programmata per le stelle con una declinazione meridionale da -2° a -23°. I quattro osservatori di Strasburgo, Vienna-Ottakring, Cambridge e Washington condividevano questa striscia di declinazione, così l'area del cielo da -6° a -10° fu assegnata all'osservatorio di Kuffner (8.468 stelle).

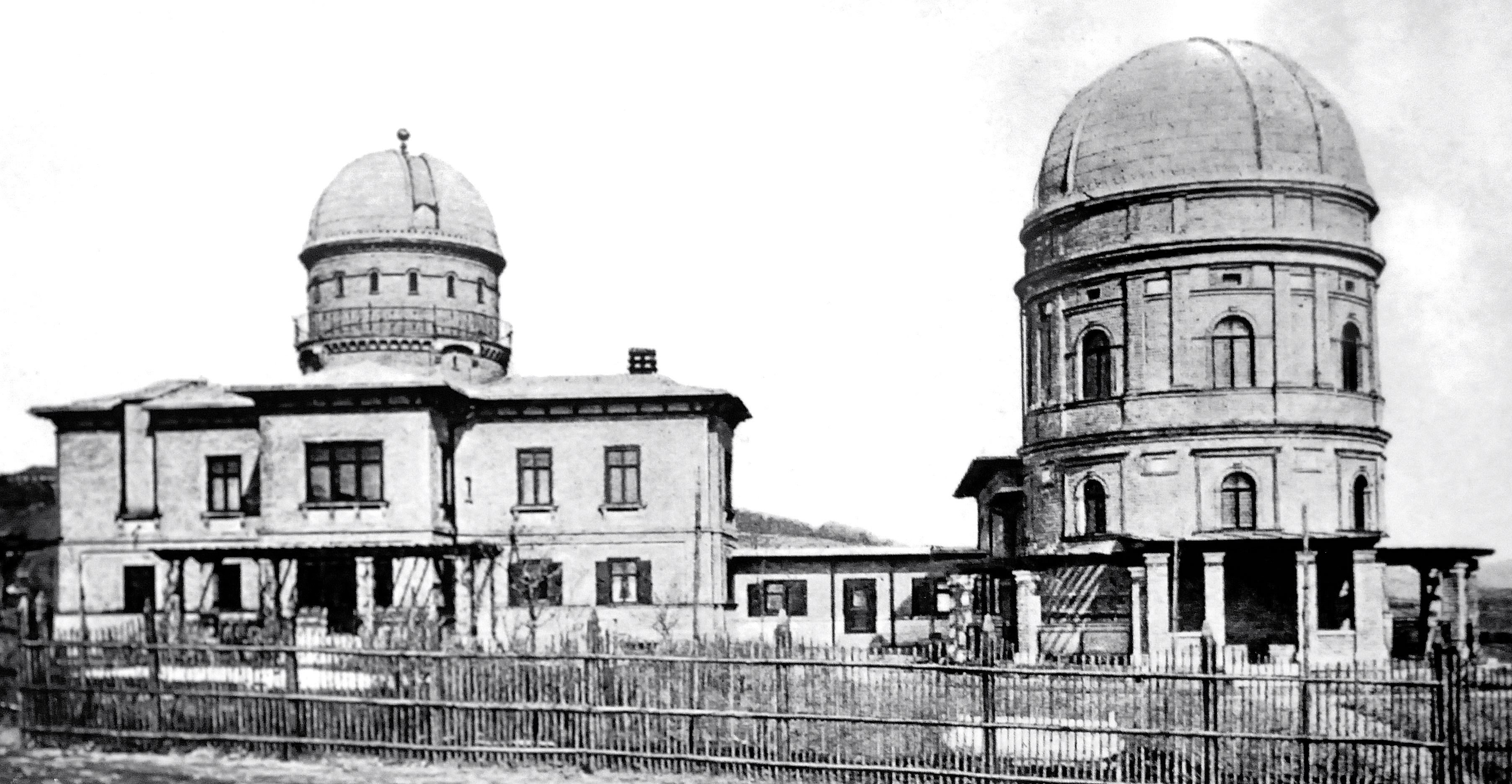
L'osservatorio Kuffner nel 1891 appena ampliato

Di rilievo sono stati gli studi effettuati dall'astronomo Leo de Ball sugli errori di misurazione degli eliometri dovuti alla messa a fuoco, escursioni termiche ed errori di scala. Grazie ai suoi approfondimenti riuscì a misurare ben 16 parallassi su un totale di circa un centinaio misurate in tutto il mondo, oltre a stilare un elenco di 252 stelle di magnitudo dalla 2ª alla 6ª nel cielo dal Polo Nord a una declinazione di + 30°.
Karl Schwarzschild svolse un intenso lavoro fotografico sul grande rifrattore, nel corso del quale sviluppò un metodo per determinare il tempo di esposizione per la fotometria astronomica e scoprì il fenomeno dell'intercambiabilità nella fotografia, che in seguito gli sarà titolato (effetto Schwarzchild); Il fenomeno descrive come le emulsioni fortemente fotosensibili sono annerite a seconda del tempo di esposizione.
Presso l'osservatorio lavorarono anche Johannes Franz Hartmann e Carl Wilhelm Wirtz in qualità di assistenti e Samuel Oppenheim dal 1888 al 1896. 

### Il declino
Con la morte improvvisa di Leo de Ball nel 1916 e le difficoltà connesse alla grande guerra, le attività di ricerca si arrestarono ed i tentativi di rivitalizzare la struttura furono vani. Nonostante l'apparente interesse manifestato sia dall'osservatorio universitario che dall'Accademia delle scienze e un contributo generoso di Kuffner che ne garantiva la manutenzione per un certo numero di anni, all'inizio degli anni '30 la nuova gestione non mantenne gli accordi e per presunta mancanza di fondi restituì l'osservatorio al suo proprietario. Inoltre l'ascesa del nazionalsocialismo contribuì ulteriormente a ledere la struttura, che in quanto "fondato da un grande capitalista non ariano e speculatore edilizio per qualsiasi motivo egoistico, non sarà mai un istituto degno dell'Università di Vienna".
Alla fine della seconda guerra mondiale la famiglia Kuffner vendette l'osservatorio con i terreni annessi, ad una cooperativa no-profit, e cedette gli strumenti all'università di Vienna. La popolarità dell'osservatorio, un tempo gioiello all'avanguardia, calò drasticamente e solo la sua classificazione nel 1977 a monumento storico ne impedì lo smantellamento. Al fine di preservarne il declino, nei primi anni '80 ex dipendenti e appassionati interessati hanno fondato l'Associazione degli amici dell'Osservatorio di Kuffner, sostenuta anche dalla municipalità che ha finanziato il recupero con la ristrutturazione delle cupole e degli strumenti logorati dalle intemperie. Oggi l'osservatorio è aperto al pubblico e svolge la funzione di centro didattico e divulgativo.

## Strumenti

### Il grande rifrattore
È il terzo telescopio rifrattore più grande in Austria. Revisionato più volte è perfettamente funzionante. Costruito nel 1884-86 ha un diametro di 27 cm, montatura parallatica (equatoriale) tedesca, lente apocromatica e lunghezza focale di 350 cm. La montatura equatoriale consente movimento su due assi coprendo quindi l'intera volta celeste. La compensazione della rotazione terrestre, originariamente veniva ottenuta con azione meccanica a orologeria; dal 1998 è controllata elettronicamente.

### Il cerchio meridiano
Lo strumento era il più grande al momento della costruzione durante il periodo austro-ungarico ed è tuttora il più grande cerchio meridiano in Austria e uno dei più grandi in Europa. Costruito nel 1884, è stato lo strumento che ha dato più notorietà all'osservatorio, effettuando le prime osservazioni tre anni dopo.

### Eliometro
Originariamente concepito per la misurazione di angoli molto piccoli, veniva usato per la misurazione della parallasse stellare di stelle fisse. Operativo nel 1896, consentì di misurare 16 parallasse stellari fisse, un quantitativo a quel tempo notevole.

### Cerchio verticale
Il cerchio verticale veniva utilizzato a supporto del cerchio meridiano, per integrare le misurazioni posizionali delle stelle ed ovviare alle incertezze nella declinazione.

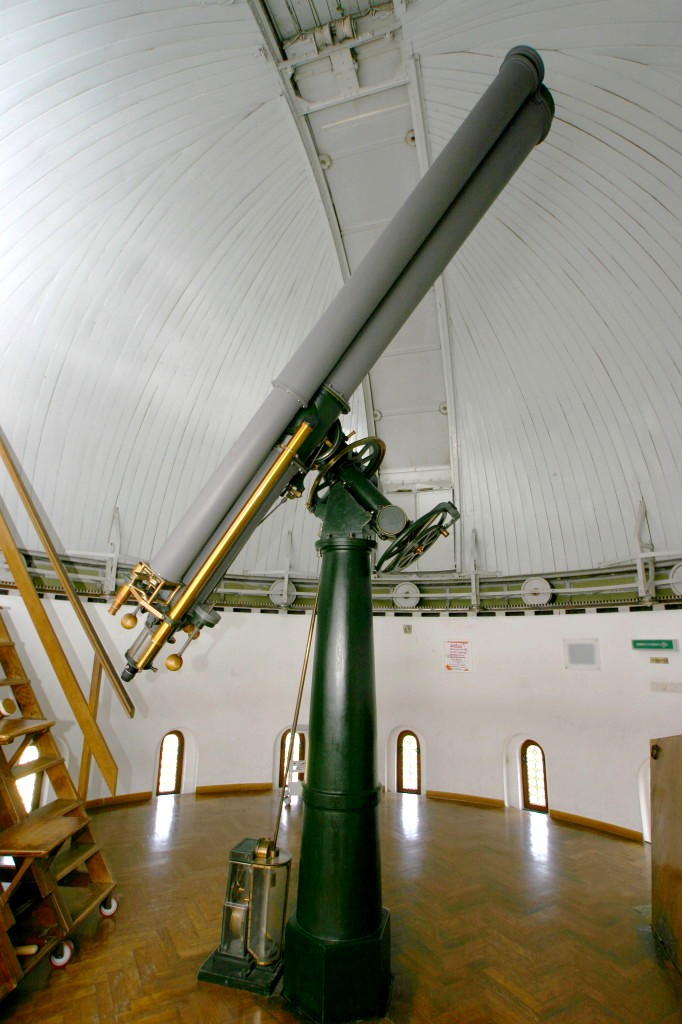
Il telescopio rifrattore
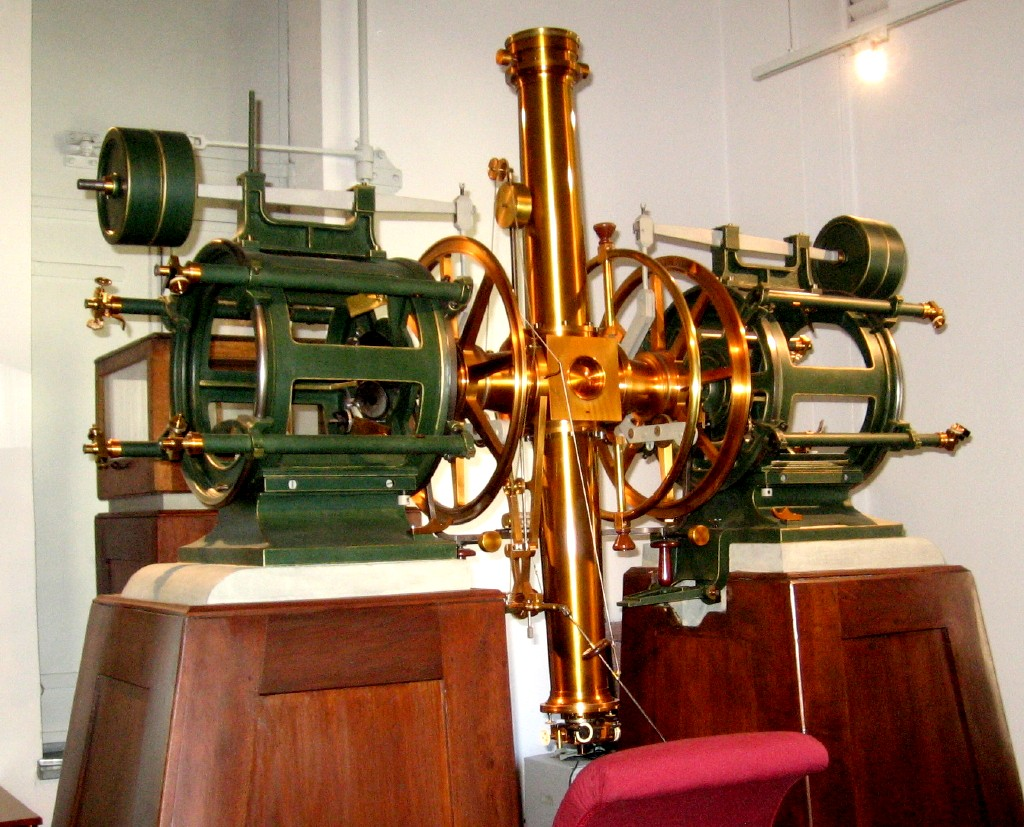
Il cerchio meridiano
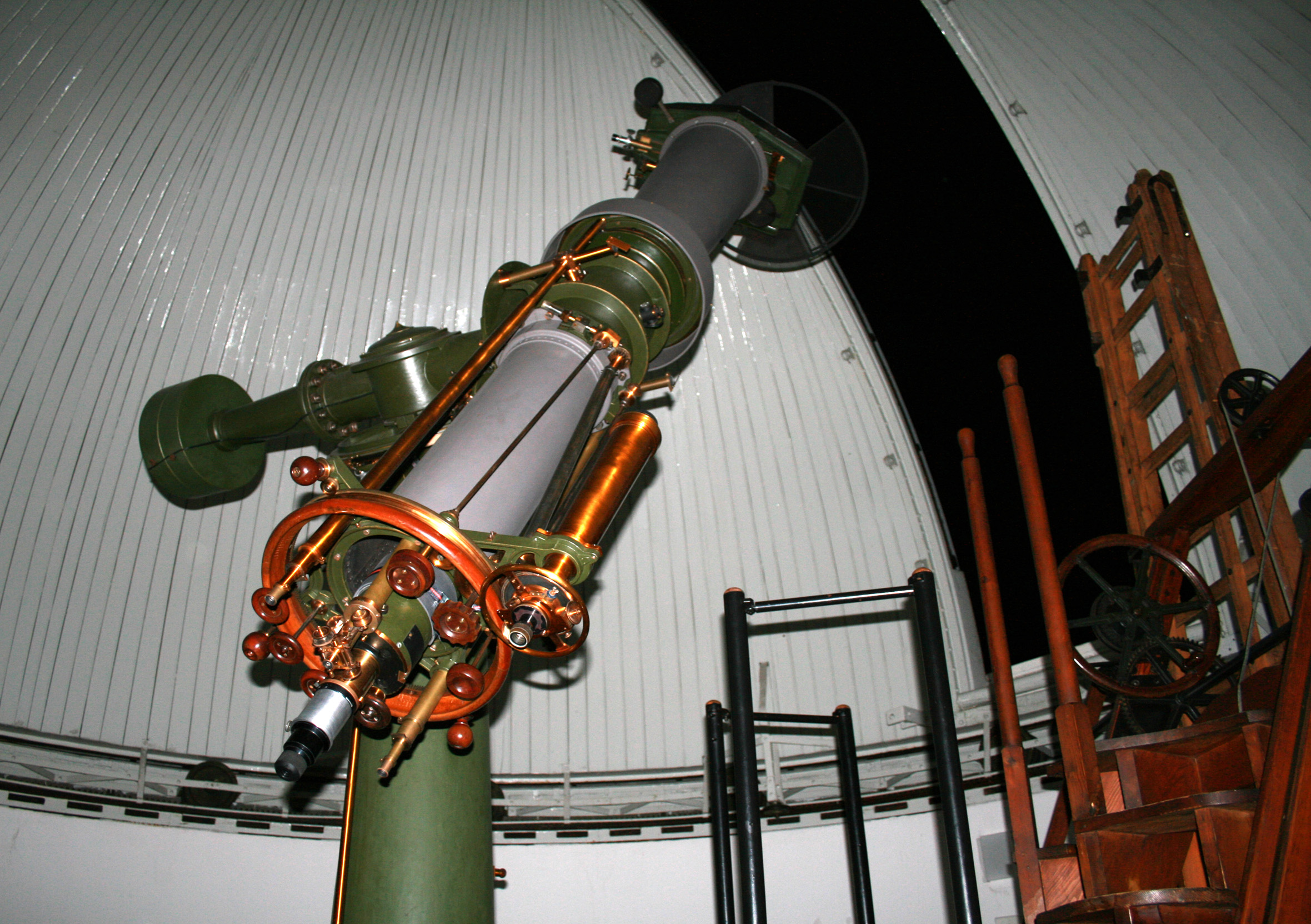
L'eliometro